# Modello di Heckscher-Ohlin

Il modello di Heckscher-Ohlin (HO) o modello Heckscher-Ohlin-Samuelson (HOS), chiamato anche  modello della proporzione dei fattori, è un modello matematico di equilibrio economico generale sviluppato nell'ambito della teoria del commercio internazionale. Prende il nome dai due economisti svedesi, Eli Heckscher e Bertil Ohlin, che originariamente lo proposero, e dall'economista statunitense Paul Samuelson, che successivamente vi apportò estensioni e modifiche sostanziali.
Il risultato principale, conosciuto anche come teorema HO, dice che i paesi esporteranno i prodotti che utilizzano in maniera più intensiva il fattore di produzione di cui sono più dotati ed importeranno i prodotti intensivi del fattore di cui sono meno dotati.
La versione originale del modello tratta il caso di due Paesi, che producono due beni commerciabili internazionalmente con due fattori produttivi non trasferibili internazionalmente. Questa versione è chiamata modello HO 2x2x2.

## Economia con due fattori di produzione
Supponiamo che vi siano due paesi (A e B) che producono due beni utilizzando due fattori di produzione; siano x e y i due beni, terra e lavoro i due fattori. Definiamo, quindi:
- L: offerta totale di lavoro, misurata in ore-lavoro
- T: offerta totale di terra, misurata in ettari
- Qx: quantità prodotta del bene x
- Qy: quantità prodotta del bene y
- Lx: quantità di lavoro usata per produrre un'unità del bene x, in termini di ore-lavoro
- Ly: quantità di lavoro usata per produrre un'unità del bene y, in termini di ore-lavoro
- Tx: quantità di terra usata per produrre un'unità del bene x, in termini di ettari
- Ty: quantità di terra usata per produrre un'unità del bene y, in termini di ettari

Assumiamo che nel paese A il rapporto lavoro/terra necessario per produrre un'unità di x sia maggiore di quello necessario a produrre un'unità di y:
{\displaystyle Lx/Tx>Ly/Ty}, quindi {\displaystyle Lx/Ly>Tx/Ty}.
Poiché ci sono due fattori, esistono due vincoli di produzione: LxQx + LyQy = L e TxQx + TyQy = T. La frontiera delle possibilità produttive è data dall'intersezione di questi due ed è quindi una linea spezzata, in cui il costo opportunità (pari al valore assoluto del suo coefficiente angolare) di produrre un'ulteriore unità di x in termini di y non è costante: è più basso quando si produce poco x e molto y, ma è più alto quando si produce molto x e poco y. Per rendere il modello più realistico, però, si assume la possibilità di sostituire terra e lavoro nella produzione di entrambi i beni; la frontiera delle possibilità produttive diventa così una linea curva, ed il costo opportunità cambia in ogni punto (pur restando valido il principio secondo cui maggiore è la produzione di x e minore è la produzione di y, maggiore è il coefficiente).
Il livello della produzione è determinato dai prezzi; più precisamente dal punto di tangenza tra la frontiera delle possibilità produttive e la linea di isovalore, vale a dire la linea lungo la quale il livello della produzione è costante e la cui pendenza è pari al prezzo relativo di x (Px/Py, in valore assoluto); questo è il punto in cui si ha una combinazione tale da massimizzare il valore della produzione (definito come {\displaystyle V=PxQx+PyQy}), in quanto il costo opportunità della produzione di un'ulteriore unità di x in termini di y è uguale al prezzo relativo di x.
I produttori non sono vincolati dall'utilizzo di quantità fisse di fattori produttivi per ogni unità di bene prodotta, ma possono scegliere fra diverse combinazioni di input; la combinazione che scelgono dipende dal rapporto fra i prezzi dei due fattori (i salari per il lavoro e la rendita per la terra); se, ad esempio, le rendite della terra sono alte ed i salari bassi, i produttori utilizzeranno poca terra e molto lavoro.

## Teorema di Heckscher-Ohlin
Supponiamo ora che la produzione di x sia intensiva in lavoro (richieda più lavoro che terra), mentre la produzione di y sia intensiva in terra. Supponendo, poi, che l'economia produca sia x sia y e che sia in condizioni di concorrenza perfetta, il costo di produzione dipende unicamente dai prezzi dei fattori; all'aumentare della rendita della terra, il prezzo dei beni prodotti usando terra aumenta tanto più, quanto più quel bene è intensivo in terra.
Supponiamo infine che i due paesi (A e B) abbiano le stesse domande relative di x e y e la stessa tecnologia; la sola differenza fra essi riguarda la dotazione di risorse: il rapporto L/T è maggiore in A, quindi A è relativamente più abbondante di lavoro, mentre B è relativamente più abbondante di terra. La frontiera delle possibilità produttive di A (rispetto a quella di B) è dunque più sbilanciata verso x che verso y; a parità di condizioni, A tende a produrre più x che y.
Cosa succede quando le due economie commerciano fra loro? In un paese chiuso la produzione di un bene deve necessariamente essere uguale al consumo; questo non è necessariamente vero in caso di commercio internazionale; nel modello HO l'unico vincolo rilevante afferma che un paese non può spendere più di quanto guadagna; il valore del consumo (indicato con D) deve quindi essere uguale al valore della produzione:
{\displaystyle PxDx+PyDy=PxQx+PyQy}.
Risolvendo:
{\displaystyle Dy-Qy=(Px/Py)(Qx-Dx)}, dove (Dy-Qy), differenza fra consumo e produzione di y, sono le importazioni di y nel paese, mentre (Qx-Dx), differenza fra produzione e consumo di x, sono le esportazioni; quindi le importazioni di y sono uguali alle esportazioni di x per il prezzo relativo di x; questa equazione viene chiamata "vincolo di bilancio" ed è rappresentata graficamente da una retta la cui pendenza è pari al prezzo relativo di x. Nel momento in cui le due economie si aprono agli scambi, Py/Px aumenta in B, mentre diminuisce in A. In A quindi aumenta il consumo di y rispetto a quello di x e si riduce la quantità relativa di y prodotta; ora A importa y ed esporta x.
Il teorema di Heckscher-Ohlin (prima conclusione del modello) dice, quindi, che un paese tende ad esportare il bene che produce più intensamente derivante dal fattore di cui è relativamente più abbondante.

## Teorema del pareggiamento del prezzo dei fattori di produzione
Esportando x ed importando y, il paese A, indirettamente, esporta lavoro (fattore di cui è abbondante) ed importa terra (fattore di cui è relativamente scarso); proprio perché l'apertura del commercio in A fa aumentare il prezzo di x e fa diminuire il prezzo di y, questo processo porta anche ad un aumento del prezzo del lavoro (in quanto fattore più utilizzato per produrre x) e ad una riduzione del prezzo della terra (in quanto fattore più utilizzato per produrre y). Viceversa per B.
Il teorema del pareggiamento del prezzo dei fattori (seconda conclusione) afferma, quindi, che, in presenza di tecnologie identiche caratterizzate da rendimenti di scala costanti, il libero commercio dei beni porterà alla completa equalizzazione del prezzo relativo dei fattori di produzione, a patto che i due paesi continuino a produrre entrambi i beni.

## Teorema di Stolper-Samuelson
Il teorema di Stolper-Samuelson afferma che mantenendo fisse le dotazioni dei fattori di produzione, un aumento nel prezzo relativo di un bene genera un aumento del rendimento reale del fattore utilizzato più intensamente nella produzione del bene in questione, mentre riduce il rendimento reale dell'altro fattore.

## Teorema di Rybczynski
Tramite la scatola di Edgeworth è possibile vedere come cambia l'allocazione dei fattori al variare di uno dei due fattori. Il lavoro sarà rappresentato dalla lunghezza della scatola, mentre la terra dall'altezza; dall'angolo in basso a sinistra parte la funzione di produzione di x, mentre dall'angolo in alto a destra la funzione di produzione di y; queste due funzioni si incroceranno in un determinato punto, che divide l'allocazione delle risorse nella produzione dei due beni. Supponiamo che nel paese A si abbia un aumento di lavoratori; la scatola di Edgeworth quindi si allungherà; il nuovo punto di allocazione dei fattori sarà quindi spostato in modo tale che l'aumento nella produzione di x sia più che proporzionale all'aumento di ore-lavoro, causando anche una riduzione nella produzione di y.
Il teorema di Rybczynski afferma, infatti, che, mantenendo fissi i prezzi dei beni, un aumento nella dotazione di un fattore produttivo genera un aumento più che proporzionale nella produzione del bene che utilizza quel fattore più intensamente (ed al contempo una riduzione della produzione dell'altro bene che utilizza il fattore aumentato con minore intensità).

## Fonti
- Paul R. Krugman, Maurice Obstfeld, Economia internazionale, vol. 1: Teoria e politica del commercio internazionale, Pearson Education, 2007, ISBN 978-88-7192-291-1